# Gannay-sur-Loire
Gannay-sur-Loire település Franciaországban, Allier megyében. Lakosainak száma 394 fő (2022. január 1.). Gannay-sur-Loire La Chapelle-aux-Chasses, Paray-le-Frésil, Saint-Martin-des-Lais, Cossaye, Lamenay-sur-Loire, Lucenay-lès-Aix, Saint-Hilaire-Fontaine és Cronat községekkel határos.

## Népesség
A település népességének változása:
| Lakosok száma | 665  | 501  | 491  | 406  | 405  | 404  | 409  | 413  | 414  | 394  |
|               | 1968 | 1982 | 1990 | 2006 | 2013 | 2015 | 2017 | 2019 | 2020 | 2022 |